# 15727 Ianmorison
15727 Ianmorison è un asteroide della fascia principale. Scoperto nel 1990, presenta un'orbita caratterizzata da un semiasse maggiore pari a 2,2830166 UA e da un'eccentricità di 0,1366448, inclinata di 3,23621° rispetto all'eclittica.